# Арама (Гіпускоа)
Арама (баск. Arama, ісп. Arama) — муніципалітет в Іспанії, у складі автономної спільноти Країна Басків, у провінції Гіпускоа. Населення — 199 осіб (2009).
Муніципалітет розташований на відстані близько 320 км на північний схід від Мадрида, 32 км на південний захід від Сан-Себастьяна.

## Демографія
Динаміка населення (INE ):

## Галерея зображень

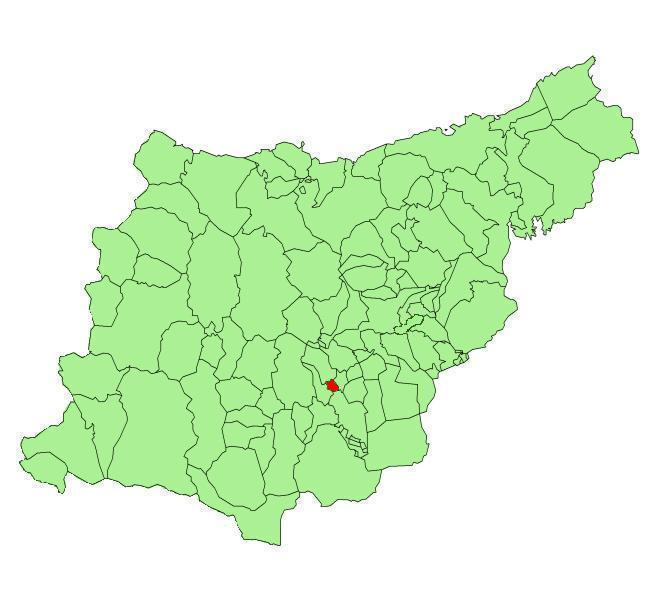
Розташування муніципалітету